# La Faille (film, 1975)
Pour les articles homonymes, voir La Faille.
Pour plus de détails, voir Fiche technique et Distribution.
La Faille (titre allemand : Der Dritte Grad) est un film italo-franco-allemand réalisé par Peter Fleischmann et sorti en 1975.
Ce thriller politique qui évoque la dictature des colonels (1967-1974), est une adaptation du roman homonyme d'Antonis Samarakis publié en 1965.

## Synopsis
Un homme paisible, la quarantaine, est arrêté pour un motif mineur. Il est envoyé en prison. L'inspecteur qui l'interroge alors s'aperçoit qu'il appartient à l'opposition politique.

## Fiche technique
- Titre original : La Faille
- Titre allemand: Der Dritte Grad
- Titre italien : La smagliatura
- Réalisation : Peter Fleischmann
- Scénario : Jean-Claude Carrière, Martin Walser, Lorenzo Gicca Palli et Peter Fleischmann d'après un roman d'Antonis Samarakis
- Photographie : Luciano Tovoli
- Montage : Claudine Bouché
- Musique : Ennio Morricone
- Décors : Dionysis Fotopoulos
- Maquillage : Stella Votsou
- Production : Véra Belmont, Alain Coiffier, Raymond Danon, Alberto Dionisi, Jacques Dorfmann, Peter Fleischmann, Michel Piccoli, Jean-Loup Puzenat
- Sociétés de production : Stephan-Films, Films 66, Belstar Productions, Lira Films, Maran Film, Hallelujah Film, Explorer Films
- Pays de production :  France,  Italie,  Allemagne de l'Ouest
- Langue de tournage : français
- Format : couleur par Eastmancolor - 1,66:1 - Son mono - 35 mm
- Genre : thriller politique
- Durée : 110 minutes
- Dates de sortie : 
  - France : 18 juin 1975
  - Italie : 10 octobre 1975
  - Allemagne de l'Ouest : 19 mars 1976

## Distribution
- Michel Piccoli : Michel
- Ugo Tognazzi : Ugo
- Mario Adorf : le manager
- Adriana Asti : amie d'Ugo
- Dimos Starenios (el) : le policier
- Thymios Karakatsanis (el) : le coiffeur